# Stadler Tramlink
Tramlink — серія низькопідлогових три-, п’яти- та семисекційних трамваїв, переважно багатошарнірного типу, виробництва Stadler Rail Valencia. 
Tramlink спочатку розроблений компанією Vossloh, але виробляється компанією Stadler після того, як вони придбали фабрику Vossloh у Валенсії у 2016 році.

## Використання

### Леон
Спочатку Vossloh створив два прототипи транспортних засобів. 
Ці двонаправлені потяги мали п'ять секцій та 32 м завдовжки і 2,4 м завширшки.

Випробування проводилися з 2011 року на трамвайних коліях Metovalencia.

Чотири ідентичні трамваї замовлені для трамвайного проекту в Леоні, який так і не був побудований.

### Росток

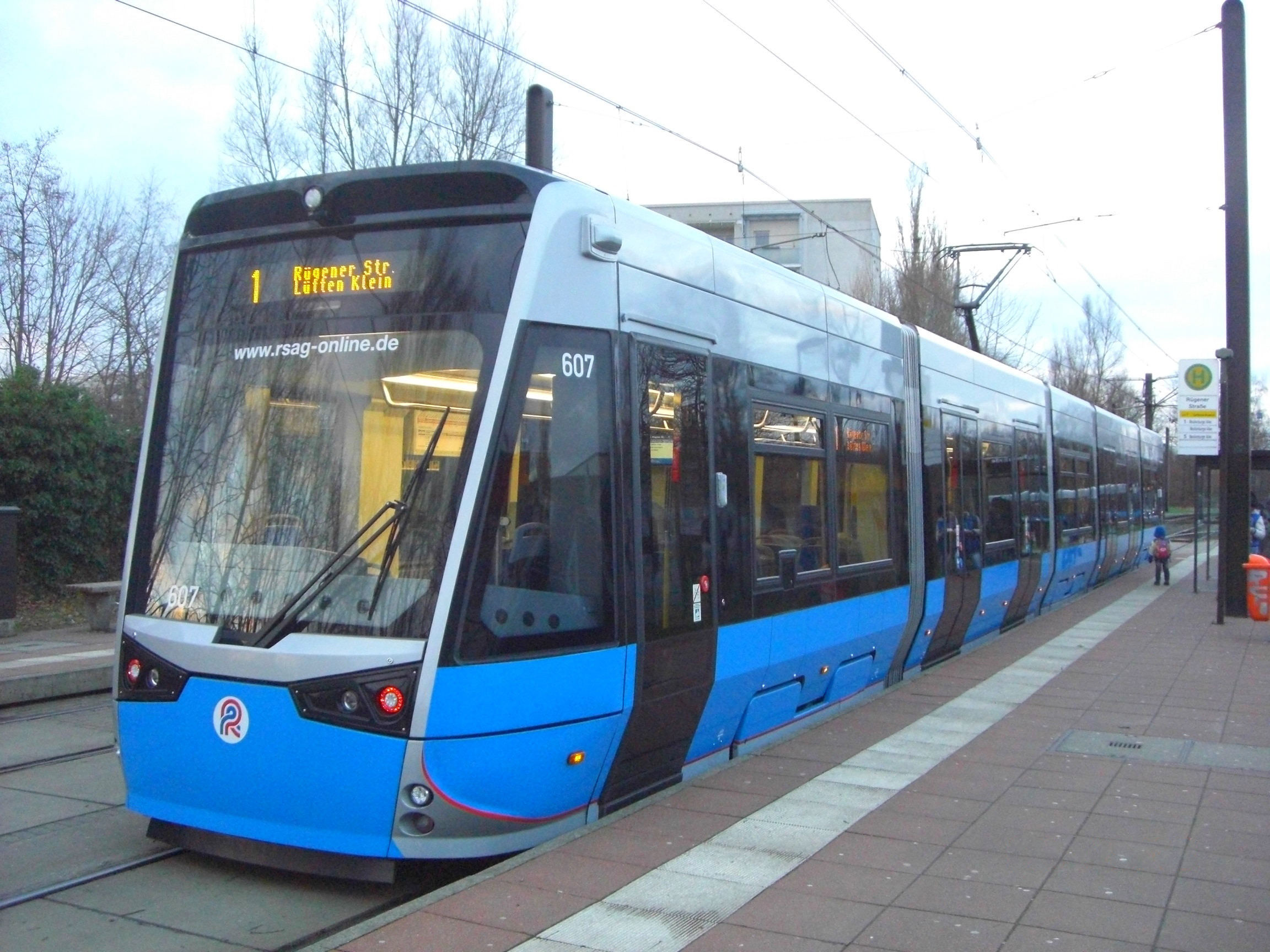
Tramlink 6N2 у Ростоку

У 2011-2014 рр. Ростоцький трамвай отримав 13 односпрямованих транспортних засобів від Vossloh Kiepe, які з грудня 2014 року почали замінювати трамваї Tatra T6A2 і причепи 4BNWE. 
Днища бічних стін мають нахил всередину 2,65-2,3 м, щоб дозволити їм використовувати чинні платформи. 
Вагони оснащені іоністорами на даху. 
Вони зберігають до 0,9 кВт-год енергії 
, 
виробленої рекуперативним гальмуванням, яку потім можна використовувати для прискорення або опалення та кондиціонування повітря, що, як сподіваються, зменшить загальне споживання енергії 
. 
Подвійні двері в підвісних середніх секціях мають ширину 1300 мм, а одинарні двері в кінцевих секціях мають ширину 800 мм.

### Stern & Hafferl

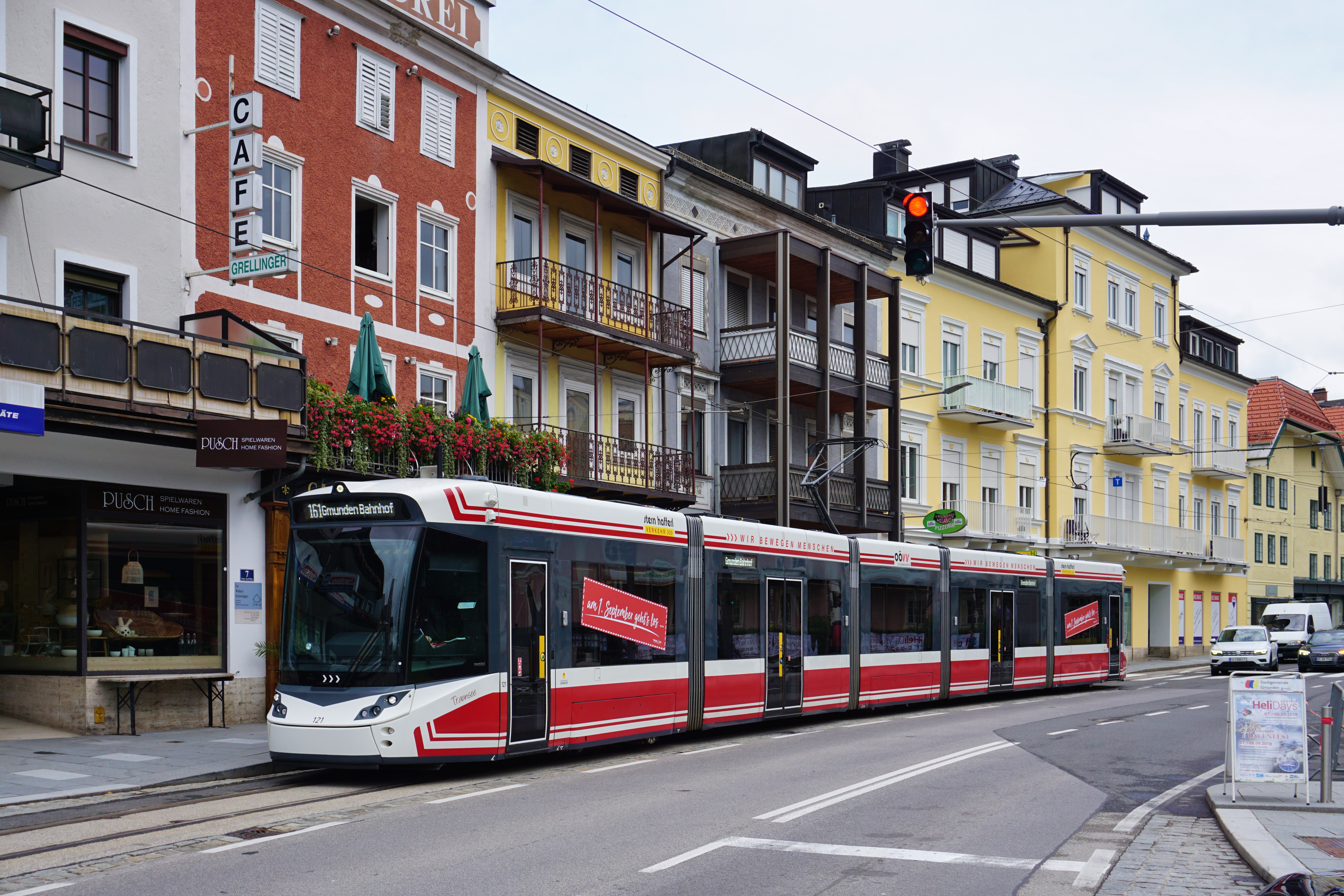
Tramlink V3 у Гмундені

Після випробувань Combino у Нордгаузені та довгострокової позики Cityrunner інсбруцький Stern & Hafferl Verkehrsgesellschaft замовив у 2014 році у Vossloh Kiepe одинадцять двонаправлених трамваїв типу Tramlink V3 для використання на Траунзебан та Аттергаубан. 

Трамваї вироблені на іспанській фабриці Vossloh Kiepe у Валенсії. 

Перші трамваї прибули у 2015 році. 

та почали працювати на Траунзебані у березні 2016 року. 
1 вересня 2018 року Траунзебан і Гмунденський трамвай були об'єднані — Tramlink відтоді курсуює об'єднаною мережею.

### Байшада-Сантіста

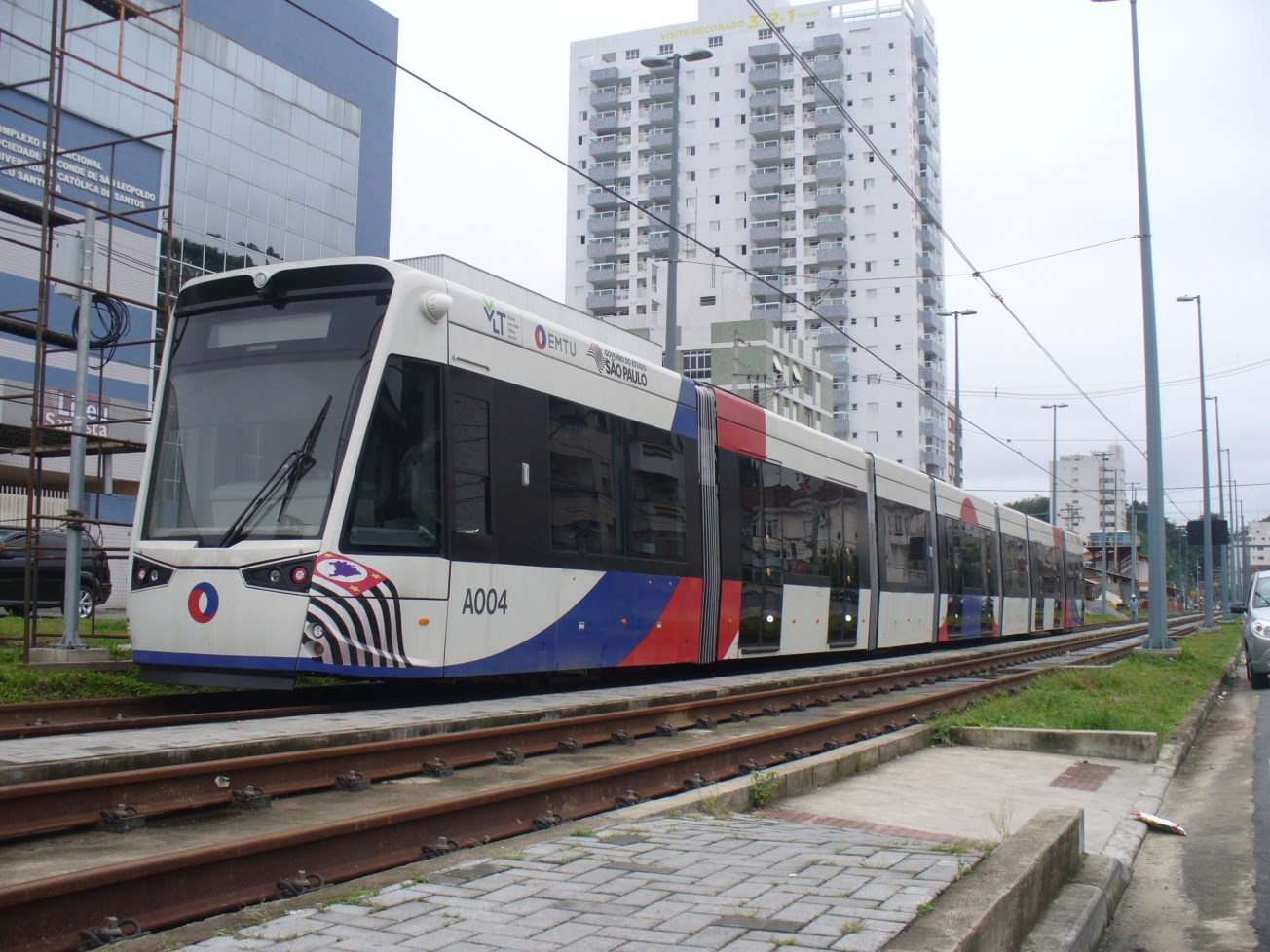
Tramlink V4 у Сантусі

Tramlink працює з 2015 року на лінії Байшада-Сантіста у Бразилії. 
Двонаправлені транспортні засоби були замовлені наприкінці 2012 року та оснащені акумуляторами для використання на неелектрифікованій дистанції в центрі Сантуса. 

### Лугано — Понте-Треза
Влітку 2018 року Ferrovie Luganesi замовила дев'ять потягів Tramlink приблизно на 50 мільйонів швейцарських франків. 
Контракт передбачав опціон на ще три потяги. 
Потяги з семи секцій були виготовлені на заводі Stadler у Валенсії та замінили поїзди RBS Be 4/8 41–61 Mandarinli 1978/79 рр. випуску на залізниці Лугано — Понте-Треза. 
Перший вагон було доставлено 11 березня 2021 року 
,
останній через рік.

### Ерфурт

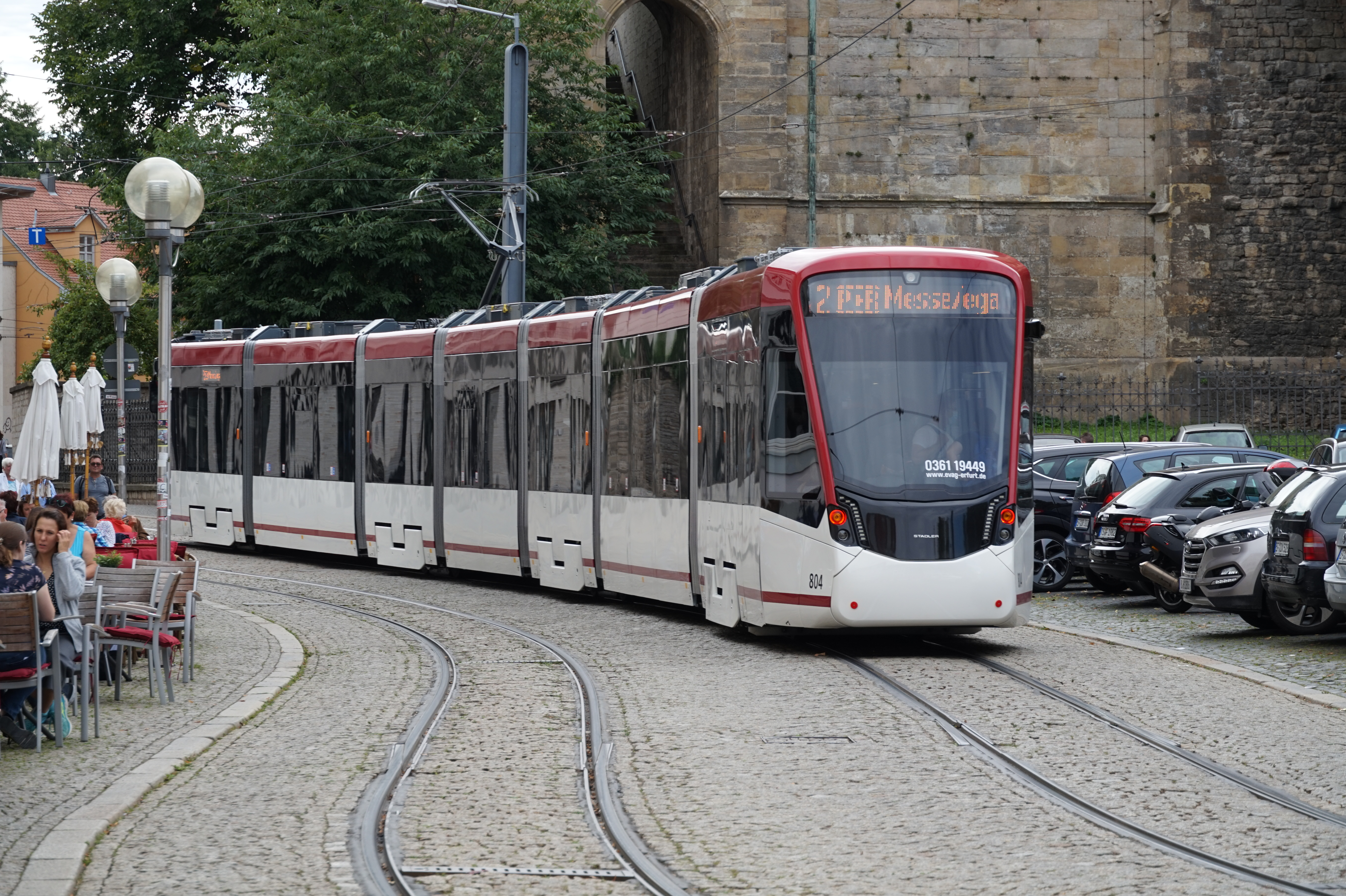
Tramlink в центрі Ерфурта

У 2018 році Erfurter Verkehrsbetriebe замовила 14 одиниць Tramlink для трамвайної мережі Ерфурта. 
Довжина односпрямованих потягів становить 42  м, вони можуть перевозити 248 пасажирів. 
Есплуатуються з 2021 року, загальна вартість склала близько 56 мільйонів євро. 

Крім Валенсії, деякі трамваї також побудовані на фабриці Штадлера в Панкові, Берлін. 

У травні 2023 року замовлено ще десять трамваїв. 

### Вальденбургербан та Лімматтальбан

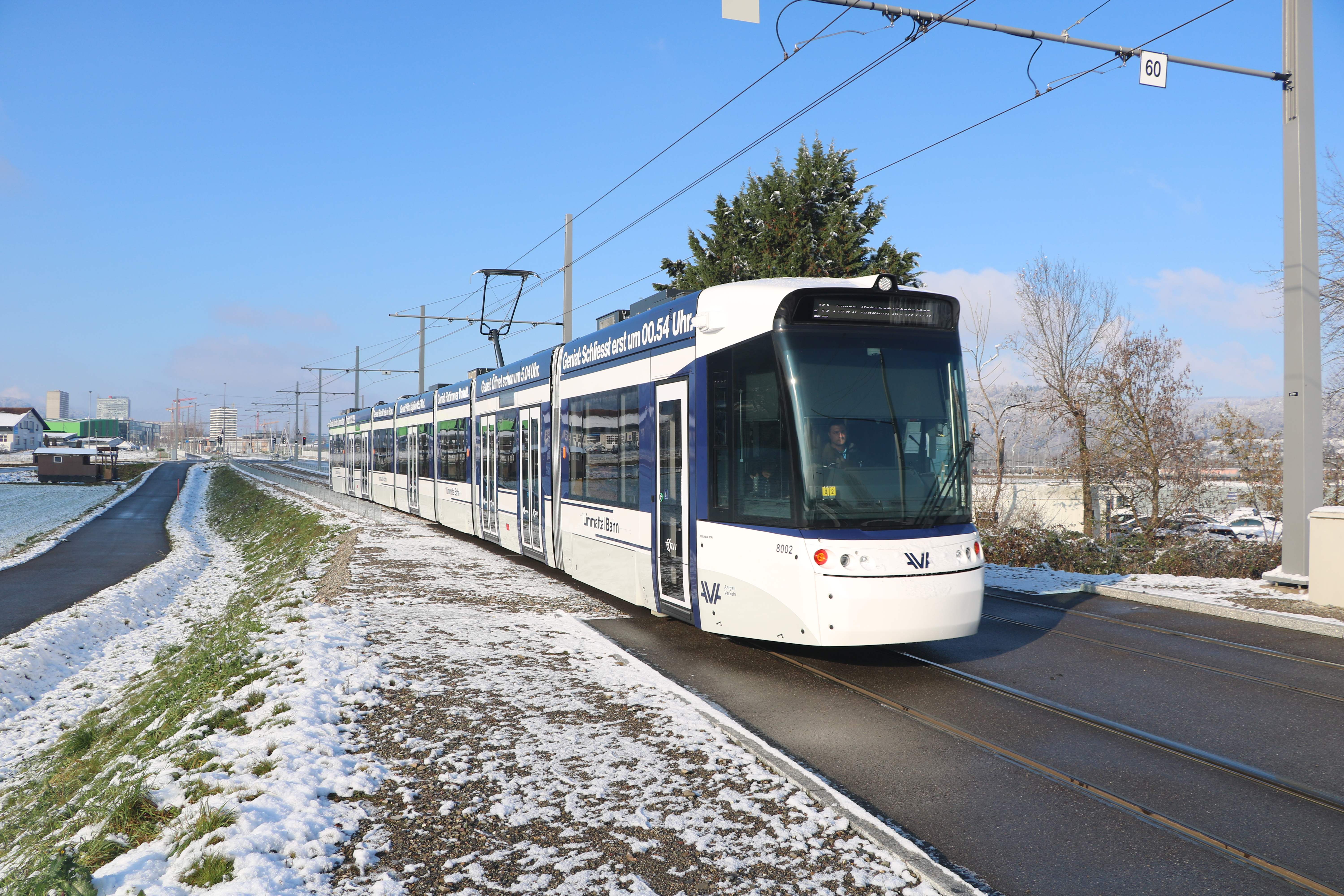
Tramlink на Лімматтальбані

Восени 2018 року Baselland Transport (BLT) і Aargau Verkehr (AVA) оголосили про спільне замовлення 18 семисекційних потягів Tramlink вартістю 103 мільйони швейцарських франків. 
Трамваї з максимальною швидкістю 80  км/год працюють з кінця 2022 року на Вальденбургербані і нещодавно побудованому Лімматтальбані. Вальденбургербан, колишню єдину залізницю з колією 750  мм у Швейцарії, реконструювали та перешили на метрову колію. 
Спільне замовлення дозволило значно заощадити на вартості транспортних засобів та їх утриманні. 
На Вальденбургербані поїзди довжиною приблизно 45 м призначені для використання зчепленими парами в години пік. 

Вагони Лімматтальбану оснащені системою захисту поїздів ZSI-127. 
Хоча система не використовується на Лімматтальбані, вона необхідна вагонам для пересування залізницею Волен — Дітікон до депо AVA у Бремгартен. 

### Мілан
У липні 2019 року Stadler виграв тендер на постачання Azienda Trasporti Milanesi 80 двонаправлених потягів для трамвайної мережі Мілана. 
Перше замовлення було на 30 потягів — 20 для міської мережі та 10 для міжміських ліній. 
На відміну від інших транспортних засобів Tramlink, це не багатозчленовані транспортні засоби. 
Короткий центральний модуль трисекційних трамваїв працює на фіксованому (не обертовому) візку причепа, а два довших кінцевих модуля мають візок з двигуном на зовнішньому кінці. 
Візки були запозичені з трамвая Метелиця, побудованого компанією Stadler Minsk. 

Трамваї мають  довжину 25 м з трьома дверима з кожного боку. 

Перший вагон доставлено до Мілану в грудні 2022 року 

У червні 2023 року Stadler виграв другий тендер на ще 50 потягів, з яких 25 матимуть  довжину 35 м з чотирма дверима з кожного боку. 
Спочатку  було замовлено 14 трамваїв довжиною 35 м, постачання яких очікується в червні 2026 року. 
Ще 30 трамваїв додатково було замовлено за першим контрактом. 

### Берн
У вересні 2019 року компанія Bernmobil замовила першу партію з 27 потягів (20 однонаправлених і 7 двонаправлених), а у грудні 2019 року підписано контракт на постачання ще до 50 трамваїв. 

Перший трамвай поставлено 1 лютого 2023 р. 

### Аугсбург
У жовтні 2019 року Stadtwerke Augsburg замовив 11 трамваїв для трамвайної мережі Аугсбурга. 
Наприкінці 2020 року замовлення збільшили до 15 трамваїв. 
Семисекційний односпрямований потяг має  довжину 42 м, 100% низькопідлоговий і може перевозити до 231 пасажирів, 86 з яких сидячі. 

### Єна
У серпні 2020 року Stadtwerke Energie Jena-Pößneck оголосила про замовлення 24 трамваїв з можливістю дозамовлення ще 19 трамваїв для трамвайної мережі Єни.  
Постачання 16 семисекційних та 8 п’ятисекційних потягів відбулося в травні 2023 року, а перший трамвай запрацював у грудні 2023 року. 
Повністю низькопідлогові трамваї мають довжину 41,88 м або 32,55 м і місткість відповідно 241 або 180 пасажирів, у т.ч. 80 або 58 місць для сидіння. 
На відміну від GT6M і Tramino, які вже використовуються в Єні, Tramlink має ширину 2,45  м. 
Розташування сидінь у колісних модулях різноманітне, іноді з двома сидіннями з обох боків проходу, іноді з двома сидіннями з одного боку та незвичайно широким одинарним сидінням з іншого боку, або з одномісними сидіннями з обох боків. 

Виробник також обслуговуватиме трамваї протягом 24 років із можливістю пролонгації на 8 років. 

### Потсдам
У грудні 2021 року ViP, оператор трамвайної мережі Потсдама, замовив 10 потягів Tramlink. 
Постачання першого трамваю відбулося у 2024 р. 
У контракті є опціон на ще 15 трамваїв. 
Повністю низькопідлогові вагони мають довжину 42 м, вісім дверей і місткість 246 пасажирів, у тому числі 74 місця для сидіння. 

### Женева
У 2022 році компанія Transports publics genevois (TPG) замовила 38 трамваїв Tramlink для трамвайної мережі Женеви. 
Постачання відбулось наприкінці 2024 року для заміни першого покоління низькопідлогових трамваїв і для використання на нових маршрутах. 
Двосторонні трамваї мають довжину 44 м та ширину 2,3 м. 
TPG має можливість замовити до 25 додаткових потягів. 

### Лозанна
Восени 2022 року Transports publics de la région lausannoise замовила 10 трамваїв Tramlink. 
Їх використовують на лінії M1. 
Трамваї завширшки 2,65 м і 45 м завдовжки. 
Це єдина трамвайна лінія стандартної колії в Швейцарії. 

### Валенсія та Аліканте
2 березня 2023 року Ferrocarrils de la Generalitat Valenciana (FGV) замовила у Stadler 16 семисекційних потягів Tramlink. 
Трамваї курсують мережами Metrovalencia та трамвай в Аліканте з шириною колії 1000 мм. 
Мають 45 м завдовжки та 2,4 м завширшки. 

## Технічний опис

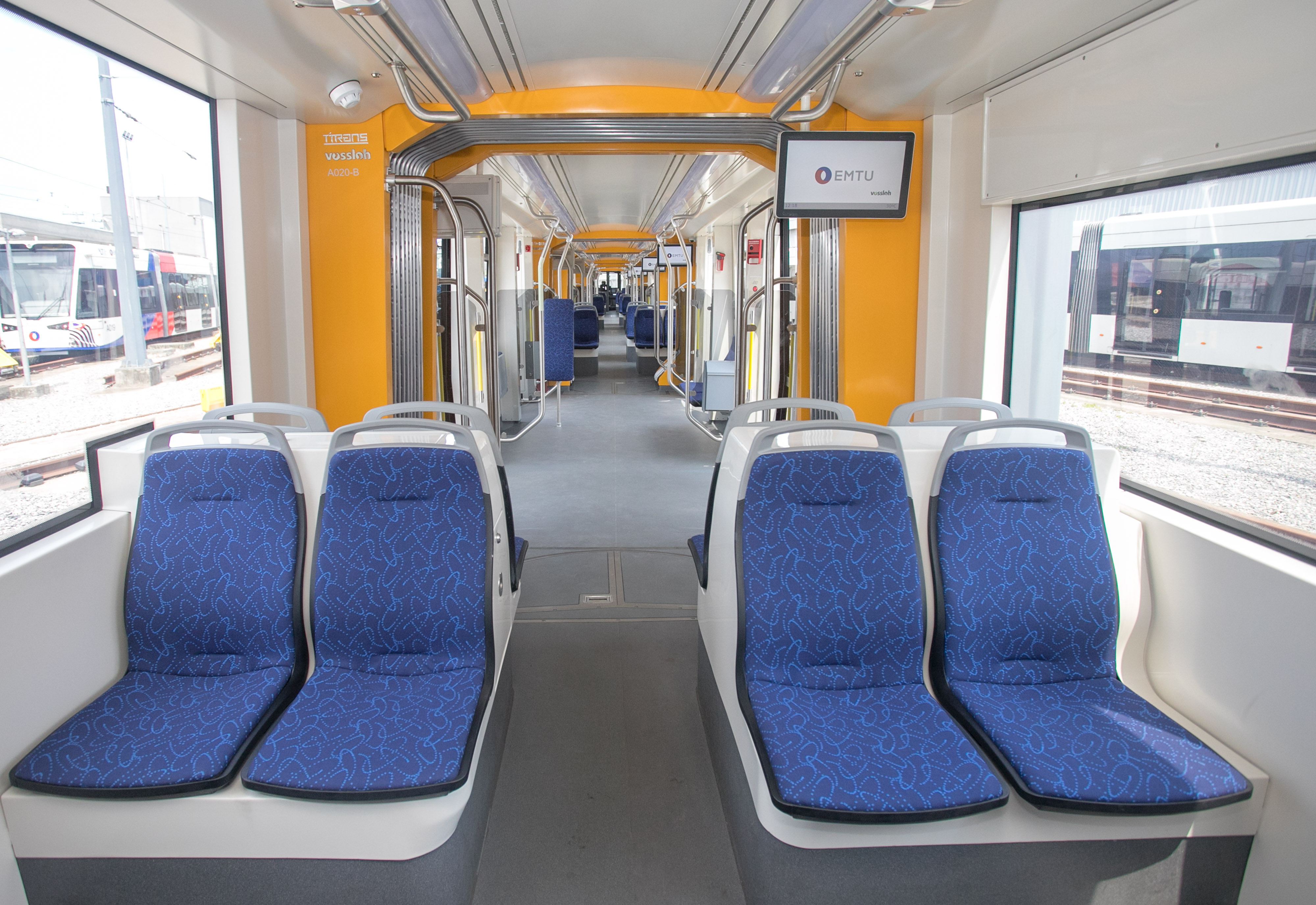
Інтер'єр вагону Tramlink в Сантусі. Під вісьмома сидіннями розташована колісна пара зі звичайною віссю.

Трамваї виготовляються як однонаправлені, так і двонаправлені з різною шириною кузова та для стандартної колії, метрової колії або колії 900 мм. 

### Механічна частина
П'яти- або семисекційні зчленовані трамваї складаються з двох силових кінцевих модулів і одного або двох колісних проміжних модулів, з'єднаних підвісними модулями без коліс. 
Електроприводне шасі кінцевих модулів і безприводне шасі в колісних проміжних модулях мають звичайні колісні пари, з’єднані осями. 
На деяких із семисекційних варіантів один із проміжних модулів також має електроприводне шасі. 
Шасі має двоступеневу підвіску (гумовий ролик і спіральна пружина ), колеса з гумовими ресорами та відносно великий діаметр коліс, що сприяє хорошим ходовим характеристикам. 
Попри звичайні осі, транспортні засоби все ще на 100% мають низьку підлогу без підніжок. 
Два двигуни для кожного блоку шасі встановлені під групою сидінь. 
Для цього потрібно два сидіння з кожного боку проходу над шасі, із загалом 16 місць над кожним блоком шасі. 
Корпус трамвая виготовлений з нержавіючої сталі та відповідає стандарту EN 15227 на ударостійкість. 

### Привід і гальма
Перетворювач енергії та допоміжний перетворювач живляться від повітряної лінії з дроселями та конденсаторами для згладжування вхідної напруги. 
Кожен візок двигуна має власний перетворювач енергії, що живить два асинхронних двигуна зі статорами з водяним охолодженням. 
При рекуперативному гальмуванні перетворювач живлення може подавати постійний струм назад у повітряну лінію, а під час гальмування інші електричні компоненти транспортного засобу також можуть отримувати енергію гальмування. 
Якщо енергію гальмування не можна повернути до повітряної лінії, електричне гальмо також може працювати як реостатне гальмо. 
Трекшн-контроль автоматично реагує на пробоксування та ковзання приводних коліс. 
Більшість електрообладнання, включаючи гальмівні резистори із зовнішньою вентиляцією та блоки кондиціонування повітря, розташовані на даху. 
Окрім електричного гальмування, трамваї мають гідравлічне пружинне гальмо, яке виконує функцію стоянкового гальма. Для екстреного використання кожен візок має магнітне рейкове гальмо. 